# Crazy/Beautiful
Crazy/Beautiful (comercializada bajo el título Amor loco, amor prohibido en España y como Hermosa locura en Hispanoamérica) es una película de drama/romance de 2001 protagonizada por Kirsten Dunst y Jay Hernández. Se rodó mayormente en Palisades Charter High School y el área en sus alrededores, incluyendo Los Ángeles, Pacific Palisades, Malibú (donde vive el personaje de Dunst) y el Este de Los Ángeles (donde vive el personaje de Hernández).

## Trama
Nicole (Kirsten Dunst), la problemática hija de un rico congresista, asiste a un centro público en la lujosa zona de Pacific Palisades. Para desafiar a su padre, coquetea con Carlos Núñez (Jay Hernández), un excelente estudiante hispano que lucha por abrirse camino y que estudia en la escuela más prestigiosa del exclusivo barrio en el que vive Nicole. A pesar de que sus amigos y su familia no creen en absoluto en la relación entre los dos jóvenes, lo que parecía un capricho se convierte en una verdadera historia de amor. 

## Elenco
- Kirsten Dunst como Nicole Oakley.
- Jay Hernández como Carlos Núñez.
- Bruce Davison como Tom Oakley.
- Lucinda Jenney como Courtney Oakley.
- Taryn Manning como Maddy.
- Soledad St. Hilaire como Señora Núñez
- Rolando Molina como Héctor.
- Herman Osorio como Luis.
- Miguel Castro como Eddie
- Tommy De La Cruz como Víctor.
- Richard Steinmetz como Entrenador Bauer.
- Ana Argueta como Rosa.

## Recepción
Kristen Dunst fue elogiada por su actuación. La película se colocó en el número 9 en la taquilla de los Estados Unidos, recaudando $4,715,060 en su primer fin de semana.

## Banda sonora[2]
1. "Ten Le Fe" - Mellow Man Ace
2. "Who am I?" - Lily Frost
3. "To Be Free" - Emiliana Torrini
4. "Wait" - Seven Mary Three
5. "Every Time" - La ley
6. "La Reina Del Lugar" - Serralde
7. "Shattered" - Remy Zero
8. "Boulevard Star" - Delinquent Habits (con Michelle)
9. "This is Not My Life" - Fastball
10. "Sumpin'" - The Pimps
11. "Alright" - Osker
12. "Sleep" - The Dandy Warhols
13. "She Gave Me Love" - The Getaway People
14. "I Want to Believe You" - Lori Carson & Paul Haslinger
15. "Perfect" - Maren Ord
16. "Siempre" - La ley
17. "This Year's Love" - David Gray